# Elias Andersson
Elias Andersson (* 31. Januar 1996) ist ein schwedischer Fußballspieler. Der Mittelfeldspieler debütierte 2013 im schwedischen Profifußball.

## Werdegang
Andersson entstammt der Jugend von Hässleholms IF. 2010 wechselte er zur Jugendabteilung des Helsingborgs IF. Während er dort die einzelnen Jugendmannschaften durchlief nominierte ihn der Svenska Fotbollförbundet für die schwedischen Nachwuchsnationalmannschaften. 2013 rückte er in den Profikader seines Klubs auf und debütierte als jüngster Spieler in der Vereinsgeschichte in der Allsvenskan, als er am 15. April im Spiel gegen Mjällby AIF eingewechselt wurde. Während er einen Großteil der restlichen Spielzeit beim Farmteam HIF Akademi bestritt, absolvierte er insgesamt vier Erstligapartien und führte die schwedische U-17-Nationalmannschaft als Mannschaftskapitän bei der U-17-Europameisterschaft 2013 ins Halbfinale sowie bei der U-17-Weltmeisterschaft 2013 zum dritten Platz. In der folgenden Spielzeit hatte er sich im Profikader von Helsingborgs IF etabliert, wenngleich er unter Trainer Roar Hansen zu unregelmäßigen Spieleinsätzen kam.
Im Februar 2015 verlieh Helsingborgs IF Andersson an den Zweitligisten Varbergs BoIS in die Superettan. Bei seinem neuen Verein war er auf Anhieb Stammspieler, in der Zweitliga-Spielzeit 2015 stand er bei 24 seiner 27 Saisoneinsätze in der Startelf und erreichte mit der Mannschaft den fünften Tabellenplatz. Nachdem er nach Saisonende wieder zu seinem Stammverein zurückgekehrt war, vereinbarten die Klubs kurz vor Saisonauftakt der folgenden Spielzeit im März einen dauerhaften Transfer des Spielers. Mit drei Toren und sechs Vorlagen war er anschließend erneut ein Faktor beim Wiederholen des fünften Tabellenplatzes.
Im Sommer 2017 wechselte Andersson zurück in die Allsvenskan und schloss sich dem Aufsteiger IK Sirius an, der sich in der ersten Saisonhälfte im vorderen Tabellendrittel festgesetzt hatte. Bei seinem neuen Klub erhielt er einen bis Ende 2020 gültigen Kontrakt. Nachdem er mit Öffnen des Transferfensters am 15. Juli spielberechtigt war, stand er direkt in der Startformation. 
Nachdem Andersson seinen auslaufenden Vertrag beim IK Sirius nicht verlängert hatte, wechselte er zu Djurgårdens IF und unterzeichnete eoinen Dreijahresvertrag in Stockholm. Hier bestritt er in der ersten Hälfte der Allsvenskan-Spielzeit 2021 nur zwei Kurzeinsätze als Einwechselspieler, so dass ihn der Klub ab Sommer bis Saisonende an den Ligakonkurrenten Mjällby AIF verlieh. Ausgerechnet bei der 0:1-Niederlage gegen Djurgårdens IF debütierte er als Einwechselspieler für den Leihverein, anschließend stand er in allen restlichen Saisonspielen in der Startelf und trug sich beim 4:0-Erfolg über Kalmar FF neben Joel Nilsson, Amin Sarr und Jacob Bergström in die Torschützenliste ein. Nach seiner Rückkehr zu DIF war er unter dem Trainerduo Kim Bergstrand und Thomas Lagerlöf anfangs Ergänzungsspieler, setze sich aber im Saisonverlauf in der Startformation fest und kam insgesamt zu 25 Saisoneinsätzen, als der Klub in der Spielzeit 2022 hinter BK Häcken Vizemeister wurde. In der folgenden Spielzeit war er endgültig Stammspieler geworden und bei allen Partien bis zum Sommertransferfenster Mitte Juli in der Anfangself gestanden.
Im Juli 2023 wechselte Andersson für eine kolportierte Ablösesumme von 400.000 Euro zum polnischen Erstligisten Lech Posen, bei dem bereits seine Landsmänner Mikael Ishak, Filip Dagerstål und Jesper Karlström unter Vertrag standen.